# Between Horizons
Between Horizons ein Adventure-Computerspiel, das vom unabhängigen Entwicklerstudio DigiTales Interactive aus dem Saarland entwickelt wurde und am 25. März 2024 von Assemble Entertainment für Microsoft Windows veröffentlicht wurde. Im September 2024 erschien es für die Konsolen Nintendo Switch, Xbox Series und PlayStation 5.

## Entwicklung
Der Arbeitsname lautete Storyvania und wurde vom Bundesministerium für Verkehr und digitale Infrastruktur und von Game Base Saar zusammen mit der Staatskanzlei des Saarlandes gefördert.

## Spielprinzip
Es handelt sich um einen spirituellen Nachfolger zu Lacuna, der wieder im Science-Fiction Bereich angesiedelt ist und ein entscheidungsbasiertes Detektivspiel darstellt. Wie der Vorgänger handelt es sich um ein narratives Spiel, das den Spieler gezielt vor ethische Dilemma stellt und moralische Entscheidungen abverlangt, wobei diese Entscheidungen oder auch Fehlentscheidungen den Spielerverlauf weiter prägen.

## Handlung
Ein Generationenschiff ist seit über 30 Jahren unterwegs, um ein entferntes Sternensystem zu erreichen. Über die Jahrzehnte schwellen Konflikte innerhalb des Raumschiffs an. Der Spieler muss Verbrechen an Bord aufklären.

## Rezeption
Adventure Corner bewertete die Grafik als eigenwillig, aber die Unterteilung in einzelne Fälle mit übergreifender Rahmenhandlung sei ideal für Gelegenheitsspieler. Die Handlung arbeite aktuelle gesellschaftliche Fragen auf und rege so zum Nachdenken an. Gamers.at hob die verzweigte Handlung und die mehreren Enden hervor, die zum wiederholten Durchspielen anregen. M! Games wertete aufgrund schwacher Technik insbesondere den vielen Ladepausen auf dem Nintendo Switch stark ab. Für Winnie Forster wirke zudem der Schauplatz und Geschichte nicht futuristisch. GameStar zählte es zu den Geheimtipps bei Steam.

### Auszeichnungen
- Games Award Saar 2020: Sonderpreis der Jury[11]
- Adventure Corner Award[6]